# Mulchra
Mulchra (georgiska: მულხრა) är ett vattendrag i Georgien. Det ligger i regionen Megrelien-Övre Svanetien, i den nordvästra delen av landet, 230 km nordväst om huvudstaden Tbilisi. Mulchra mynnar som högerbiflod i Enguri.